# 宍戸親基
宍戸 親基（ししど ちかもと）は、長州藩毛利家一門筆頭宍戸家当主。周防国三丘11代領主。

## 生涯
安政2年（1855年）、父の隠居にともない、家督を継ぐ。長州藩第13代藩主毛利慶親（のち敬親）より偏諱を賜って初名の徳基（のりもと）から親基に改名し、家老としてこれを補佐、元治元年（1864年）の四国艦隊下関砲撃事件（馬関戦争）では講和使節として派遣された。
慶応2年（1866年）の第2次長州征討戦争では芸州口の指揮官となり、近代的な長州藩兵を率いて江戸幕府軍を撃退した。明治維新の後、晩年は郷校徳修館で教育活動に従事した。
明治19年（1886年）7月14日死去。同藩第14代藩主毛利元徳（敬親養子）の偏諱を受けた長男の宍戸徳裕（のりひろ）が家督を相続した。
明治33年（1900年）徳裕の婿養子乙彦が、養祖父親基の明治維新への功績により、男爵に叙され華族となる。
大正4年（1915年）贈従四位。